# Партія Центру (Німеччина)
Партія Центру (нім. Deutsche Zentrumspartei), Партія католицького Центру — політична партія в Німеччині, одна з найвпливовіших у період Німецької імперії і Веймарської республіки. Виражала інтереси католицької частини населення країни.

## Історія

### Виникнення
Католицька група існувала в парламенті королівства Пруссії ще в 1850-х — 1860-х роках, її представники займали центральну частину парламенту, перебуваючи між консерваторами і лібералами праворуч ліворуч, звідси з'явилося в 1858 році назва «фракція Центру», яку католицька група прийняла, щоб включити депутатів-некатоликів. У 1867 році вона припинила існування.
У жовтні 1870 група католицьких політиків Німеччини зібралася в місті Зост, де виробила єдину політичну програму, що включає захист автономії і прав католицької церкви, протидія введенню світських шлюбів, створення і підтримку церковно-парафіяльних шкіл в країні. У грудні 1870 в Прусському парламенті була відтворена католицька фракція Центру, також відома як Конституційна партія.
У наступному році пройшли перші вибори в Рейхстаг Німецької імперії, за підсумками яких партії Центру дісталося 61 з 382 місць. Партія виступала на захист не тільки католиків, але й інших меншин Німеччини — поляків, Ельзасці і ганноверців.
У цей же час у Німеччині з'явилися регіональні католицькі партії, які співпрацюють з Центром: в Баварії — Баварська патріотична партія, в Бадені — Католицька народна партія.
Одним із впливових лідерів партії став ганноверський адвокат Людвіг Віндтхорст. За його заявою, партія Центру була відкрита не тільки для католиків, але і для всіх, що поділяють її програму, але, попри це, підтримка Центру з боку протестантського населення імперії залишалася дуже незначною. Згодом окремі представники партії неодноразово висловлювалися на користь перетворення Центру в більш широку, загальнохристиянську політичну організацію.

### Партія Центру в Німецькій імперії

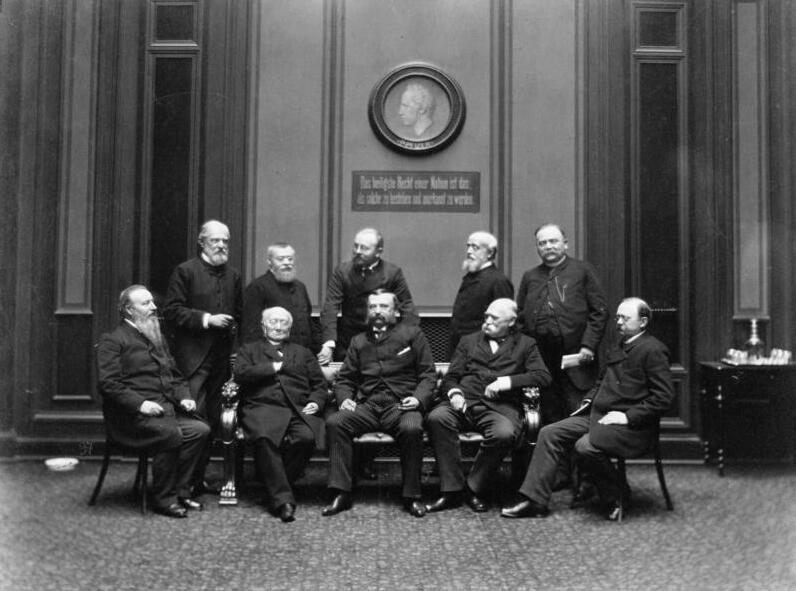
Centre Party Member of Reichstag (First line sitting from left to right: Paul Letocha, Dr. Ludwig Windthorst, Graf v. Johann Anton von Chamaré, Anton von Dejanicz-Gliszczynski, Albert Horn second line-standing-left to right: Graf v. Friedrich von Praschma, Philipp Schmieder (not Centre party), Dr. Felix Porsch, Dr. Frhr. Clemens Heereman von Zuydwyck, Julius Szmula)

З самого початку партія Центру протистояла кайзеру і німецькому уряду на чолі з Бісмарком, особливо проведеної ними в 1871—1878 роках політиці Культуркампф а, спрямованої на зменшення впливу католицької церкви в країні. Після припинення Культуркампфа уряд пішов на деякі поступки; партія Центру залишилася в опозиції, але все частіше підтримувала урядові починання, особливо після відставки Бісмарка у 1890 році.
Центр не завжди був лояльним Ватикану, особливо у світських питаннях. Так, в 1886 році партія відмовилася підтримати запропонований Бісмарком військовий бюджет, попри те, що той заздалегідь заручився схваленням Папи, обіцяючи тому скасувати деякі прийняті за часів Культуркампфа закони. Це призвело до політичного скандалу і розпуску Рейхстагу; перед новими виборами Бісмарк агітував католиків голосувати проти партії, мотивуючи це тим, що Центр втратив лояльність папі. Але Віндтхорсту вдалося отримати від папи підтвердження автономії партії.
Перед Першої світової війною партія Центру підтримувала зовнішню політику уряду Німеччини, а з початком війни підтримала випуск військових облігацій в обмін на скасування останніх антііезуітскіх законів.

### Веймарська республіка
Після Листопадової революції і падіння монархії партія Центру отримала друге місце на виборах до Національних зборів Німеччини, разом з СДПН і Німецькою демократичної партією утворила так звану Веймарську коаліцію і стала одним з основних авторів Веймарської конституції, домігшись рівних прав для католиків і протестантів і гарантій незалежності католицької церкви в Німеччині.
У 1919 баварське відділення Центру створило власну незалежну Баварську народну партію, як правило, виступала з консервативніших позицій.
У 1920 році Гедвіг Дрансфельд була призначена головою Жіночої консультативної ради партії Центру.
Займаючи гнучку позицію і перебуваючи в центрі політичного спектру, партія Центру брала участь майже у всіх коаліційних урядах Німеччини (найчастіше їй діставалися посади міністра фінансів і міністра праці), блокуючись як з лівими партіями, так і з правими. У різний час її союзниками встигли виступити СДПН, НДП, Баварська народна партія, націонал-ліберальна Німецька народна партія і права Німецька національна народна партія. У 1920-1922, 1923-1925, 1926-1928 і 1930-1932 її представники (Костянтин Ференбах, Йозеф Вірт, Вільгельм Маркс і Генріх Брюнінг) були канцлерами Німеччини. У 1925 році Вільгельм Маркс посів третє місце в першому турі перших президентських виборів. Кандидат від СДПН Отто Браун отримав вдвічі більше голосів, але погодився перед другим туром зняти свою кандидатуру на користь Маркса, якого підтримала також НДП. Тим не менш, у другому турі Маркс програв єдиному кандидату від правих Паулю фон Гінденбургу.
Весь цей час усередині партії велися дискусії між лівим і правим крилом: перший на чолі з Маттіасом Ерцбергером і Йозефом Віртом вважало, що партії треба зближується з християнськими профспілками, друге (помітним представником якого був Франц фон Папен) було ближче до націоналістичних партій Німеччини.
Після того, як в 1930 році коаліція, очолювана канцлером Брюнінга, отримала на виборах до Рейхстагу меншість місць, йому довелося звернутися за підтримкою до Гінденбургу, який мав можливість призначити Брюнінга канцлером в обхід парламенту (така практика отримала назву «авторитарної демократії»). В обмін на це Центр підтримав Гінденбурга на президентських виборах 1932 року, не ставши висувати власного кандидата, але незабаром після виборів позиція Гінденбурга зрушилася вправо. На місце Брюнінга був призначений член правого крила партії Центру Франц фон Папен, але партія відмовилася підтримати новий уряд, виключила Папена зі своїх лав і з цього моменту перейшла в непримиренну опозицію, а Папен став головною мішенню її критики. Справа дійшла до початку співпраці Центру з НСДАП; дві партії сформували коаліцію в Пруссії, після чого почали переговори про коаліцію на федеральному рівні, в якій Центр, який володів меншим числом місць у Рейхстазі, погоджувався зайняти підпорядковане становище. Переговори були піддані критиці всередині партії Центру і в підсумку зайшли в глухий кут. Настав політичну кризу, голова партії Людвіг Каас пропонував Гінденбургу сформувати коаліційний уряд, що включає націонал-соціалістів, не називаючи при цьому конкретних кандидатур на посаду канцлера, але і переговори Гінденбурга з Гітлером, і спроба Кааса сформувати коаліцію в Рейхстазі не увінчалися успіхом. У результаті канцлером став безпартійний генерал Курт фон Шлейхер, але він пробув на посаді всього 57 днів і втратив її в результаті інтриг Папена, який зміг домовитися з Гітлером. 30 січня 1933 Гітлер став канцлером Німеччини, а Папен — віце-канцлером. Незабаром був запропонований акт, наділяють уряд законодавчими повноваженнями строком на 4 роки. Каас зважився підтримати його в обмін на отримані від Гітлера усні гарантії (включали повагу свободи церкви з боку уряду, визнання її права на втручання у сферу культури та освіти); багато членів партії, у тому числі Вірт, Брюнинг і колишній прем'єр-міністр Пруссії Адам Штегервальд, виступили проти, але в результаті погодилися підкоритися думці більшості депутатів від партії Центру, яке підтримало Кааса.
У цей час багато членів партії стали переходити в НСДАП, а 5 липня 1933 вона ухвалила рішення про розпуск.

### Післявоєнна Німеччина
Відразу після закінчення війни партія Центру була відтворена в ФРН, але більшість її членів (у тому числі майбутній канцлер Конрад Аденауер) перейшло в новий Християнсько-демократичний союз з близькою ідеологією (але на відміну від Центру орієнтується не тільки на католицьких, але й на протестантських виборців). Партія Центру зберегла сильні позиції в окремих регіонах, але в досить короткий термін втратила їх (у 1957 закінчилося її представництво в бундестагу, в 1958 — в парламенті Північного Рейну — Вестфалії, в 1959 — Нижньої Саксонії), після чого їй вже не вдалося повернутися до великої політики (так, на виборах 2009-го року до бундестагу її партійний список отримав всього 6087 голосів); в наш час[коли?] вона представлена в деяких міських радах Північного Рейну — Вестфалії та Саксонії-Ангальт.
В даний час повна офіційна назва партії звучить як Deutsche Zentrumspartei — Älteste Partei Deutschlands gegründet 1870 (Німецька партія Центру — найстарша партія Німеччини, заснована в 1870).